# SJ T43
Die Baureihe T43 ist eine schwedische Diesellokomotive, die von Nydqvist och Holm (NOHAB) zwischen 1961 und 1963 gebaut wurde. Die für die Statens Järnvägar (SJ) gebauten Lok besitzt einen Zweitakt-Dieselmotor vom Typ GM EMD 12-567C von General Motors. Mit Mehrfachsteuerung können bis zu drei Lokomotiven betrieben werden. Die Lokomotiven werden dieselelektrisch angetrieben. Zwei Lokomotiven wurden in den letzten Jahren mit neuen Motoren ausgestattet. Die Nr. 257 erhielt 2001 einen umweltfreundlicheren Motor mit besseren Abgaswerten, die Nr. 215 wurde 2005 in eine Hybridlok mit einem kombinierten Diesel- und Batterieantrieb mit deutlich geringeren Kraftstoffverbrauch umgebaut.

## Farbschema
Die T43 ist eine der Lokbauarten des schwedischen Eisenbahnnetzes, die die meisten Farbvarianten hatten. Ursprünglich waren die Lokomotiven in Rot, Weiß und Blau lackiert. Diese Farbe wurde in den 1970er Jahren in Orange nach dem Vorbild der T44 geändert. Bei Banverket wurden einige in Gelb mit blauem Führerhaus und blauen Streifen an den Seiten lackiert, dann wurde das Führerhaus in Rot ausgeführt. Die TGOJ-Loks waren grün mit blauen Linien an den Enden. Als die Lokomotive an private Bahnunternehmen verkauft wurden, wurden die Farbvarianten erneut erweitert. Zum 150. Jahrestag hat die Inlandsbanan die T43 222 wieder in Originalfarbe lackiert.

## Einsatz
Der Einsatz der T43 ermöglichte praktisch die Stilllegung der Dampflokomotiven in Schweden. Zwar gab es noch Dampflokomotiven als Reserveloks, aber keine davon wurde nach 1963 planmäßig eingesetzt. Bis Mitte der 1980er Jahre wurden die Lokomotiven für den Personen- und Güterverkehr genutzt. Haupteinsatzgebiet war die Blekinge kustbana, wo sie im Personenverkehr fuhren. Im Güterverkehr wurde die T43 in weiten Teilen des Landes eingesetzt. In den späten 1980er Jahren übernahm die T44 viele ihrer Einsätze. Die SJ gab die Lokomotiven in den 1990er Jahren an Banverket und die TGOJ ab. Von dort kamen sie zu verschiedenen privaten Unternehmen wie Green Cargo, Infranord, TÅGAB, Hector Rail, Peterson Rail und Inlandsbanan AB. Die vorhandenen Lokomotiven werden sie fast ausschließlich im Güterverkehr und im Rangierdienst verwendet.
Die Lokomotiven von Banverket gingen zwischen 2000 und 2007 größtenteils an Svensk Tågteknik AB über. Diese wurden für Bauzüge verwendet, aber auch weiterverkauft.

## Hector Rail 841
Sechs Lokomotiven wurden von Hector Rail aufgekauft und dort als Baureihe 841 001 bis 006 eingesetzt. SJ T43 216 stand seit 1999 bei Banverket als strategische Reserve, war von 2005 bis 2009 an Ofotbanen AS verliehen und wurde 2009 als 841 001 übernommen. Die fünf weiteren Lokomotiven kamen allesamt von Svensk Tågteknik AB (STT T43 228 - 841 002, STT T43 223 - 841 003, STT T43 225 - 841 004, STT T43 212 - 841 005 und STT T43 219 - 841 006).